# Liste de peintures de Nicolas Régnier
Cette page dresse la liste des peintures de Nicolas Régnier, peintre originaire de Maubeuge et actif à Venise au XVIIe siècle.

## Liste
| Image | Identification | Date           | Commentaire                                                             | Lieu de conservation                                                                                       | N° de catalogue raisonné (Lemoine, 2007) |
| ----- | --- | -------------- | ----------------------------------------------------------------------- | --- | ---------------------------------------- |
|       | Portrait d'homme au chapeau à plumes Huile sur toile, 65 x 49 cm                                                     |                |                                                                         | Claremont, Pomona College Museum of Art, The Montgomery Gallery                                            | 1                                        |
|       | Tête de jeune homme au pipeau Huile sur toile, 50 x 50 cm                                                            |                |                                                                         | Collection particulière                                                                                    | 2                                        |
|       | Tête de jeune homme Huile sur bois, 39 cm de diamètre                                                                |                |                                                                         | Moscou, musée Pouchkine                                                                                    | 3                                        |
|       | Buste de jeune homme Huile sur toile, 65 x 55 cm                                                                     |                |                                                                         | Le Puy-en-Velay, musée Crozatier                                                                           | 4                                        |
|       | David tenant la tête de Goliath Huile sur toile, 132 x 99 cm                                                         |                |                                                                         | Rome, Galerie Spada                                                                                        | 5                                        |
|       | Portrait d'un joueur Huile sur toile, 107 x 84 cm                                                                    |                |                                                                         | Localisation actuelle inconnue                                                                             | 6                                        |
|       | Soldats jouant au dés la tunique du Christ Huile sur toile, 135 x 190 cm                                             |                |                                                                         | Lille, musée des Beaux-Arts                                                                                | 7                                        |
|       | Allégorie de l'Automne Huile sur toile, 54 x 164 cm                                                                  |                |                                                                         | Princeton, University Art Museum                                                                           | 8                                        |
|       | Allégorie de l'Hiver Huile sur toile, 54 x 164 cm                                                                    |                |                                                                         | Princeton, University Art Museum                                                                           | 9                                        |
|       | Allégorie de l'Été Huile sur toile, 61 x 170 cm                                                                      |                |                                                                         | Localisation actuelle inconnue                                                                             | 10                                       |
|       | Bacchus Huile sur toile, 128 x 103 cm                                                                                |                |                                                                         | Perdu, autrefois à Potsdam, Stiftung Preussische Schlösser und Gärten Berlin-Brandenburg                   | 11                                       |
|       | Faune ou Bacchus obscène Huile sur toile                                                                             |                |                                                                         | Collection particulière                                                                                    | 12                                       |
|       | Saint Jean Baptiste Huile sur toile, 74 x 59 cm                                                                      |                |                                                                         | Collection particulière                                                                                    | 13                                       |
|       | Saint Jérôme Huile sur toile                                                                                         |                |                                                                         | Localisation actuelle inconnue                                                                             | 14                                       |
|       | Saint Matthieu et l'Ange Huile sur toile, 108 x 112,4 cm                                                             |                |                                                                         | Sarasota, John and Mable Ringling Museum of Art                                                            | 15                                       |
|       | Saint Luc peignant la Vierge Huile sur toile, 148,5 x 120 cm                                                         |                |                                                                         | Rouen, musée des Beaux-Arts                                                                                | 16                                       |
|       | Saint Jean l'Évangéliste Huile sur toile, 87 x 64 cm                                                                 |                |                                                                         | Collection particulière                                                                                    | 19                                       |
|       | Saint Jean l'Évangéliste Huile sur toile, 167 x 139 cm                                                               |                |                                                                         | Collection particulière                                                                                    | 20                                       |
|       | Saint Jean Baptiste Huile sur toile, 95 x 74 cm                                                                      |                |                                                                         | Collection particulière                                                                                    | 21                                       |
|       | Scène de carnaval Huile sur toile, 90 x 116 cm                                                                       |                |                                                                         | Rouen, musée des Beaux-Arts                                                                                | 22                                       |
|       | Portrait de jeune homme à l'épée Huile sur toile, 109 x 72 cm                                                        |                |                                                                         | Vienne, Kunsthistorisches Museum                                                                           | 23                                       |
|       | Portrait de jeune homme à l'épée Huile sur toile, 73 x 61 cm                                                         |                |                                                                         | Detroit, Institute of Arts                                                                                 | 24                                       |
|       | Saint Jérôme Huile sur toile                                                                                         |                |                                                                         | Localisation actuelle inconnue                                                                             | 25                                       |
|       | Saint Jérôme Huile sur toile, 99 x 128 cm                                                                            |                |                                                                         | Collection particulière                                                                                    | 26                                       |
|       | Saint Sébastien soigné par Irène et sa servante Huile sur toile, 124 x 166 cm                                        |                |                                                                         | Stanford, Stanford University, Iris & B. Gerald Cantor Center for Visual Arts                              | 27                                       |
|       | Homère aveugle jouant du violon dit Homère Giustiniani Huile sur toile, 120 x 97 cm                                  |                |                                                                         | Moscou, musée Pouchkine, autrefois à Potsdam, Stiftung Preussische Schlösser und Gärten Berlin-Brandenburg | 28                                       |
|       | Homère aveugle jouant du violon Huile sur toile, 119 x 95 cm                                                         |                |                                                                         | Potsdam, Stiftung Preussische Schlösser und Gärten Berlin-Brandenburg                                      | 29                                       |
|       | Joueurs de cartes et diseuse de bonne aventure Huile sur toile, 174 x 228 cm                                         |                |                                                                         | Budapest, musée des Beaux-Arts                                                                             | 30                                       |
|       | Joueurs de cartes et diseuse de bonne aventure Huile sur toile, 175 x 227 cm                                         |                |                                                                         | Genève, musée d'Art et d'Histoire                                                                          | 31                                       |
|       | Portrait présumé du marquis Vincenzo Giustiniani Huile sur toile, 131 x 95 cm                                        |                |                                                                         | Collection particulière                                                                                    | 32                                       |
|       | La Cène à Emmaüs Huile sur toile, 282 x 222 cm                                                                       |                |                                                                         | Potsdam, Stiftung Preussische Schlösser und Gärten Berlin-Brandenburg                                      | 33                                       |
|       | Saint Jacques Huile sur toile, 63,5 x 47 cm                                                                          |                |                                                                         | Collection particulière                                                                                    | 34                                       |
|       | Saint Jean Baptiste au désert Huile sur toile, 254 x 192 cm                                                          |                |                                                                         | Collection particulière                                                                                    | 35                                       |
|       | Saint Jean Baptiste à la source Huile sur toile, 255 x 193 cm                                                        |                |                                                                         | Cesena, Fondazione Cassa di Risparmio                                                                      | 36                                       |
|       | Autoportrait au chevalet Huile sur toile, 110 x 137 cm                                                               |                |                                                                         | Cambridge, Fogg Art Museum                                                                                 | 37                                       |
|       | Portrait d'homme au chapeau à plumes dit Autoportrait Giustiniani Huile sur toile, 98 x 73 cm                        |                |                                                                         | Collection particulière                                                                                    | 38                                       |
|       | Concert Huile sur toile, 97 x 132 cm                                                                                 |                |                                                                         | Collection particulière                                                                                    | 39                                       |
|       | Concert Huile sur toile, 104 x 132 cm                                                                                |                |                                                                         | Localisation actuelle inconnue                                                                             | 40                                       |
|       | La Farce Huile sur toile, 97 x 131 cm                                                                                |                |                                                                         | Stockholm, Nationalmuseum                                                                                  | 41                                       |
|       | Saint Sébastien soigné par Irène et sa servante Huile sur toile, 148 x 198 cm                                        |                |                                                                         | Rouen, musée des Beaux-Arts                                                                                | 42                                       |
|       | Saint Jean Baptiste Huile sur toile, 179 x 142 cm                                                                    |                |                                                                         | Saint-Pétersbourg, musée de l'Ermitage                                                                     | 43                                       |
|       | Saint Sébastien Huile sur toile, 134 x 98 cm                                                                         |                |                                                                         | Dresde, Gemäldegalerie                                                                                     | 44                                       |
|       | Saint Sébastien Huile sur toile, 104 x 79 cm                                                                         |                |                                                                         | Norfolk, The Chrysler Museum of Art                                                                        | 45                                       |
|       | Saint Sébastien Huile sur toile, 131 x 99 cm                                                                         |                |                                                                         | Saint-Pétersbourg, musée de l'Ermitage                                                                     | 46                                       |
|       | La Madeleine pénitente Huile sur toile, 122 x 96 cm                                                                  |                |                                                                         | Detroit, Institute of Arts                                                                                 | 47                                       |
|       | Joueurs de dés et diseuse de bonne aventure Huile sur toile, 172 x 232 cm                                            |                |                                                                         | Florence, Galerie des Offices                                                                              | 48                                       |
|       | Portrait d'homme à la guitare Huile sur toile, 118 x 91 cm                                                           |                |                                                                         | Grenoble, musée de Grenoble                                                                                | 49                                       |
|       | Allégorie de la Vanité Huile sur toile, 173 x 140 cm                                                                 |                |                                                                         | Stuttgart, Staatsgalerie                                                                                   | 50                                       |
|       | Saint Jean Baptiste au désert Huile sur toile, 135 x 115 cm                                                          |                |                                                                         | Gênes, Collection Durazzo Pallavicini                                                                      | 51                                       |
|       | Saint Sébastien Huile sur toile, 64 x 54 cm                                                                          |                |                                                                         | Milan, Castello Sforzesco                                                                                  | 52                                       |
|       | Portrait du cardinal Paolo Burali en prière Huile sur toile, 220 x 145 cm                                            |                |                                                                         | Venise, église San Nicolo dei Tolentini                                                                    | 53                                       |
|       | Allégorie de la Sagesse Huile sur toile, 165 x 160 cm                                                                |                |                                                                         | Turin, Palazzo Reale                                                                                       | 54                                       |
|       | Allégorie de la Vanité Huile sur toile, 165 x 160 cm                                                                 |                |                                                                         | Turin, Palazzo Reale                                                                                       | 55                                       |
|       | Allégorie de la Vanité Huile sur toile, 135 x 105 cm                                                                 |                |                                                                         | Collection particulière                                                                                    | 56                                       |
|       | Allégorie de la Sculpture Huile sur toile, 74 x 87 cm                                                                |                |                                                                         | Perdu (Russie ?), autrefois à Potsdam, Stiftung Preussische Schlösser und Gärten Berlin-Brandenburg        | 57                                       |
|       | Saint Jérôme Huile sur toile, 110 x 100 cm                                                                           |                |                                                                         | Perdu, autrefois à Lozzo Atestino, église paroissiale                                                      | 58                                       |
|       | Le Concert Huile sur toile, 119 x 135 cm                                                                             |                |                                                                         | Venise, Ca' Corner (dépôt des Gallerie dell'Accademia)                                                     | 59                                       |
|       | Les Tricheurs dit Les « Bari » Huile sur toile, 117 x 133 cm                                                         |                |                                                                         | Venise, Ca' Corner, (dépôt des Gallerie dell'Accademia                                                     | 60                                       |
|       | Le joueur de luth Huile sur toile                                                                                    |                | Probablement copie d'après un original perdu                            | Localisation actuelle inconnue                                                                             | C. 60 bis                                |
|       | Diseuse de bonne aventure Huile sur toile, 127 x 150 cm                                                              |                |                                                                         | Paris, musée du Louvre                                                                                     | 61                                       |
|       | Scène de carnaval Huile sur toile, 130 x 189 cm                                                                      |                |                                                                         | Varsovie, musée du Palais de Wilanow (dépôt du musée national)                                             | 62                                       |
|       | David tenant la tête de Goliath Huile sur toile, 132 x 104 cm                                                        |                |                                                                         | Dijon, musée des Beaux-Arts                                                                                | 63                                       |
|       | Jeune femme à sa toilette Huile sur toile, 130 x 105 cm                                                              |                |                                                                         | Lyon, musée des Beaux-Arts                                                                                 | 67                                       |
|       | La Madeleine repentante Huile sur toile, 103 x 83 cm                                                                 |                |                                                                         | Würzbourg, Martin-von-Wagner Museum                                                                        | 68                                       |
|       | La Madeleine repentante Huile sur toile, 68 x 58 cm                                                                  |                | Attribué à Régnier et à son atelier                                     | Localisation actuelle inconnue                                                                             | A. 69                                    |
|       | Saint Sébastien soigné par Irène et sa servante Huile sur toile, 170 x 220 cm                                        |                |                                                                         | Kingston upon Hull, Ferens Art Gallery                                                                     | 70                                       |
|       | La punition de Midas Huile sur toile, 132 x 161 cm                                                                   |                |                                                                         | Collection particulière                                                                                    | 71                                       |
|       | Tête d'enfant Huile sur toile, 41 cm de diamètre                                                                     |                |                                                                         | Dijon, musée Magnin                                                                                        | 74                                       |
|       | David Huile sur toile, 70 x 51 cm                                                                                    |                |                                                                         | Padoue, Museo Civico                                                                                       | 75                                       |
|       | Saint Jean Baptiste dans le désert Huile sur toile, 129 x 102 cm                                                     |                |                                                                         | Collection particulière                                                                                    | 76                                       |
|       | Saint Jérôme Huile sur toile, 132 x 100 cm                                                                           |                |                                                                         | Berlin, Gemäldegalerie                                                                                     | 77                                       |
|       | Portrait de Gabriel Naudé Huile sur toile, 130 x 105 cm                                                              |                |                                                                         | Paris, Bibliothèque nationale de France                                                                    | 78                                       |
|       | La Cène Huile sur toile, 110 x 265 cm                                                                                |                | Attribué à Régnier et à son atelier                                     | Dossena, église San Giovanni Battista                                                                      | A.79                                     |
|       | Le Christ au jardin des oliviers Huile sur toile, 110 x 265 cm                                                       |                | Attribué à Régnier et à son atelier                                     | Dossena, église San Giovanni Battista                                                                      | A.80                                     |
|       | Le Baptême du Christ Huile sur toile                                                                                 |                |                                                                         | Venise, église San Salvatore                                                                               | 81                                       |
|       | Saint Louis, sainte Marguerite et sainte Cécile Huile sur toile, 269 x 138 cm                                        |                |                                                                         | Venise, église San Luca                                                                                    | 82                                       |
|       | La Charité romaine Huile sur toile, 139 x 171 cm                                                                     |                |                                                                         | Modène, Galleria Estense                                                                                   | 83                                       |
|       | Portrait de la comtesse Vittoria Bulgarini Huile sur toile, 73 x 55 cm                                               |                |                                                                         | Modène, Museo Civico d'Arte Medievale et Moderna                                                           | 84                                       |
|       | Portrait de François Ier d'Este et de sa famille Huile sur toile, 256 x 300 cm                                       |                |                                                                         | Sassuolo, Palazzo Ducale                                                                                   | 85                                       |
|       | Portrait présumé de Marie Farnèse Huile sur toile, 139 x 108 cm                                                      |                |                                                                         | Collection particulière                                                                                    | 86                                       |
|       | Portrait de femme Huile sur toile, 129 x 102 cm                                                                      |                |                                                                         | Localisation actuelle inconnue                                                                             | 87                                       |
|       | Portrait de femme Huile sur toile, 125 x 107 cm                                                                      |                | Attribué à Régnier et à son atelier                                     | Collection particulière                                                                                    | A. 88                                    |
|       | Portrait de femme devant une vue de Venise Huile sur toile, 215 x 145 cm                                             |                |                                                                         | Madrid, musée du Prado                                                                                     | 89                                       |
|       | Portrait équestre de Louis d'Este Huile sur toile, 310 x 247 cm                                                      |                | Attribué à Régnier et à son atelier, ou copie d'après un original perdu | Modène, Palazzo Ducale                                                                                     | A. 90                                    |
|       | La mort de Sophonisbe Huile sur toile, 126 x 161 cm                                                                  |                |                                                                         | Collection particulière                                                                                    | 91                                       |
|       | La mort de Sophonisbe Huile sur toile, 128 x 153 cm                                                                  |                |                                                                         | Kassel, Staatliche Museen, Gemäldegalerie Alte Meister                                                     | 92                                       |
|       | La mort de Sophonisbe Huile sur toile, 151 x 167 cm                                                                  |                | Attribué à Régnier et à son atelier                                     | Leicester, Leicestershire Museum and Art Gallery                                                           | A. 93                                    |
|       | La mort de Sophonisbe Huile sur toile                                                                                |                |                                                                         | Localisation actuelle inconnue                                                                             | 94                                       |
|       | La mort de Sophonisbe Huile sur toile, 100 x 136 cm                                                                  |                |                                                                         | Localisation actuelle inconnue                                                                             | 95                                       |
|       | La Madeleine pénitente Huile sur toile, 105 x 88 cm                                                                  |                |                                                                         | Williamstown, Sterling & Francine Clark Art Institute                                                      | 97                                       |
|       | La Madeleine pénitente Huile sur toile, 113 x 89 cm                                                                  |                |                                                                         | Collection particulière                                                                                    | 98                                       |
|       | La Madeleine pénitente Huile sur toile, 92 x 93 cm                                                                   |                | Attribué à Régnier et à son atelier                                     | Langres, musée du Breuil                                                                                   | A. 99                                    |
|       | Amon et Tamar Huile sur toile, 75 x 107 cm                                                                           |                |                                                                         | Ludwigsburg, château                                                                                       | 100                                      |
|       | La Madeleine pénitente Huile sur toile, 104 x 77 cm                                                                  |                |                                                                         | Varsovie, Palais de Lazienki                                                                               | 101                                      |
|       | La mort d'Artémise Huile sur toile, 137 x 114 cm                                                                     |                | Attribué à Régnier et à son atelier                                     | Stuttgart, Staatsgalerie                                                                                   | A. 102                                   |
|       | Héro et Léandre Huile sur toile, 155 x 209 cm                                                                        |                |                                                                         | Melbourne, National Gallery of Victoria                                                                    | 103                                      |
|       | Allégorie des Arts Huile sur toile, 150 x 215 cm                                                                     |                | Attribué à Régnier et à son atelier                                     | Budapest, musée des Beaux-Arts                                                                             | A. 104                                   |
|       | Allégorie de la Poésie et de la Musique Huile sur toile, 120 x 188 cm                                                |                | Attribué à Régnier et à son atelier                                     | Los Angeles, County Museum of Art                                                                          | A. 105                                   |
|       | Trophées de chasse ou Nature morte au gibier Huile sur toile, 118 x 156 cm                                           |                | Attribué à Régnier et à son atelier                                     | Collection particulière                                                                                    | A. 106                                   |
|       | Persée et Andromède Huile sur toile, 171 x 154 cm                                                                    |                |                                                                         | Vienne, Kunsthistorisches Museum                                                                           | 107                                      |
|       | Sainte Christine Huile sur toile, 168 x 119 cm                                                                       |                |                                                                         | Collection particulière                                                                                    | 108                                      |
|       | Saint Sébastien Huile sur toile, 182 x 115 cm                                                                        |                |                                                                         | Bassano del Grappa, Museo Civico                                                                           | 109                                      |
|       | L'Aigle volant la sandale de Rhodope Huile sur toile, 156 x 123 cm                                                   |                |                                                                         | Collection particulière                                                                                    | 110                                      |
|       | David tenant la tête de Goliath Huile sur toile, 98 x 123 cm                                                         |                |                                                                         | Belgrade, Narodni Muzej                                                                                    | 111                                      |
|       | La Charité romaine Huile sur toile, 130 x 182 cm                                                                     |                |                                                                         | Brunswick, Herzog Anton Ulrich-Museum                                                                      | 112                                      |
|       | Judith et Holopherne Huile sur toile, 130 x 182 cm                                                                   |                |                                                                         | Brunswick, Herzog Anton Ulrich-Museum                                                                      | 113                                      |
|       | Portraot d'Odorico Capra Huile sur toile, 207 x 135 cm                                                               |                | Attribué à Régnier et à son atelier                                     | Vicence, Palazzo Chiericati, Pinacoteca                                                                    | A.115                                    |
|       | Portrait de Giovanni Paolo Widmann Huile sur toile, 65 x 47 cm                                                       |                |                                                                         | Collection particulière                                                                                    | 117                                      |
|       | Portrait de Jacopo Riva Huile sur toile, 154 x 117 cm                                                                |                | Attribué à Régnier et à son atelier                                     | Venise, Museo Correr                                                                                       | A.118                                    |
|       | Saint Joseph et l'Enfant avec saint Antoine et saint François Huile sur toile, 191 x 183 cm                          |                |                                                                         | Padoue, Salon de la Maison des clercs de Santa Lucia                                                       | 119                                      |
|       | La Vierge remettant le rosaire à saint Dominique et à sainte Catherine de Sienne Huile sur toile, 220 x 160 cm       |                |                                                                         | Torre de' Roveri, église paroissiale                                                                       | 120                                      |
|       | La Crucifixion Huile sur toile, 365 x 183 cm                                                                         |                |                                                                         | Venise, Istituzioni di Ricovero e di Educazione                                                            | 121                                      |
|       | L'Apparition de la Vierge à saint Philippe Néri Huile sur toile, 230 x 160 cm                                        |                |                                                                         | Venise, église San Canciano                                                                                | 122                                      |
|       | L'Apparition de la Vierge à saint Bruno Huile sur toile, 256 x 145 cm                                                |                |                                                                         | Aviano, église paroissiale                                                                                 | 123                                      |
|       | Saint Antoine et l'Enfant Jésus Huile sur toile                                                                      |                |                                                                         | Zadar, église Saint-François                                                                               | 124                                      |
|       | La Vierge à l'Enfant avec saint Dominique et saint Charles Borromée Huile sur toile, 280 x 160 cm                    |                |                                                                         | Cenate Sotto, église San Martino                                                                           | 125                                      |
|       | Sophonisbe Huile sur toile, 102 x 82 cm                                                                              |                |                                                                         | Padoue, Museo Civico                                                                                       | 126                                      |
|       | Judith et Holopherne Huile sur toile, 116 x 111 cm                                                                   |                |                                                                         | Venise, Gallerie dell'Accademia                                                                            | 127                                      |
|       | Vertumne et Pomone Huile sur toile                                                                                   |                |                                                                         | Localisation actuelle inconnue                                                                             | 128                                      |
|       | Portrait d'un Capitano Generale da Mar Huile sur toile, 138 x 103 cm                                                 |                |                                                                         | West Palm Beach, Norton Museum of Art                                                                      | 129                                      |
|       | Portrait du Capitano Generale da Mar Girolamo Foscarini Huile sur toile                                              | 1654           | Attribué à Régnier et à son atelier                                     | Venise, Museo Navale                                                                                       | A.130                                    |
|       | Portrait du sénateur Domenico Contarini Huile sur toile, 163 x 102 cm                                                |                |                                                                         | Venise, Gallerie dell'Accademia                                                                            | 131                                      |
|       | Portrait des Avogadori di Comun Gian Francesco Loredan, Alvise Gritti, Francesco Molin Huile sur toile, 147 x 152 cm |                |                                                                         | Venise, Fondazione Cini (dépôt des Gallerie dell'Accademia                                                 | 132                                      |
|       | Portrait du Procuratore Vincenzo Viaro Huile sur toile                                                               | 1657           | Attribué à Régnier et à son atelier                                     | Venise, Palazzo Ducale                                                                                     | A.133                                    |
|       | La Madeleine pénitente Huile sur toile, 186 x 120 cm                                                                 |                |                                                                         | Birmingham, City Museum and Art Gallery                                                                    | 134                                      |
|       | La Madeleine pénitente Huile sur toile, 185 x 123 cm                                                                 |                |                                                                         | Vienne, Kunsthistorisches Museum                                                                           | 135                                      |
|       | La Madeleine pénitente Huile sur toile, 130 x 103 cm                                                                 |                |                                                                         | Collection particulière                                                                                    | 136                                      |
|       | La Madeleine pénitente Huile sur toile, 103 x 96 cm                                                                  |                |                                                                         | Gênes, Collection Durazzo-Pallavicini                                                                      | 137                                      |
|       | La Madeleine pénitente Huile sur toile, 120 x 99 cm                                                                  |                | Attribué à Régnier et à son atelier                                     | Dublin, National Gallery of Ireland                                                                        | A.138                                    |
|       | La Madeleine pénitente Huile sur toile, 117 x 95 cm                                                                  |                | Attribué à Régnier et à son atelier                                     | Ludwigsburg, Barockgalerie im Schloss Ludwigsburg                                                          | A.139                                    |
|       | La Madeleine pénitente Huile sur toile, 107 x 90 cm                                                                  |                | Attribué à Régnier et à son atelier                                     | Localisation actuelle inconnue                                                                             | A.140                                    |
|       | La Madeleine pénitente Huile sur toile, 100 x 83 cm                                                                  |                | Attribué à Régnier et à son atelier                                     | Collection particulière                                                                                    | A.141                                    |
|       | Pâris Huile sur toile, 60 x 57 cm                                                                                    |                |                                                                         | Collection particulière                                                                                    | 142                                      |
|       | Apollon jouant de la lyre Huile sur toile, 156 x 116 cm                                                              |                |                                                                         | Saint-Pétersbourg, musée de l'Ermitage                                                                     | 143                                      |
|       | Le Concert Huile sur toile, 122 x 172 cm                                                                             |                |                                                                         | Riga, Mākslas muzejs Rīgas Birža                                                                           | 144                                      |
|       | Le Concert Huile sur toile, 117 x 169 cm                                                                             |                | Attribué à Régnier et à son atelier                                     | Localisation actuelle inconnue                                                                             | A.145                                    |
|       | Sainte Cécile Huile sur toile, 117 x 147 cm                                                                          |                |                                                                         | Iakoutsk, musée national d'art de la République de Sakha                                                   | 146                                      |
|       | Portrait présumé d'un Capitano delle Navi Huile sur toile, 128 x 145 cm                                              |                | Attribué à Régnier et à son atelier                                     | Collection particulière                                                                                    | A.147                                    |
|       | Sibylle Huile sur toile, 140 x 68 cm                                                                                 |                |                                                                         | Venise, Gallerie dell'Accademia                                                                            | 148                                      |
|       | Pandore Huile sur toile, 86 x 85 cm                                                                                  |                |                                                                         | Venise, Ca' Rezzonico (dépôt du musée Correr)                                                              | 149                                      |
|       | Allégorie de la Force Huile sur toile, 204 x 119 cm                                                                  |                |                                                                         | Venise, Ca' Rezzonico (dépôt du musée Correr)                                                              | 151                                      |
|       | Allégorie de la Force Huile sur toile (?)                                                                            |                |                                                                         | Localisation actuelle inconnue                                                                             | 152                                      |
|       | Allégorie de la Force Huile sur toile, 112 x 135 cm                                                                  |                |                                                                         | Collection particulière                                                                                    | 153                                      |
|       | Flore Huile sur toile, 96 x 113 cm                                                                                   |                | Attribué à l'atelier                                                    | Collection particulière                                                                                    | A.154                                    |
|       | Allégorie de la Sagesse Huile sur toile, 165 x 125 cm                                                                |                |                                                                         | Collection particulière                                                                                    | 155                                      |
|       | Sibylle persique Huile sur toile, 55 x 49 cm                                                                         |                |                                                                         | Collection particulière                                                                                    | 156                                      |
|       | Sainte Lucie Huile sur toile, 71 x 67 cm                                                                             |                | Attribué à Régnier et à son atelier                                     | Feltre, Museo Civico                                                                                       | A.157                                    |
|       | Sainte Catherine Huile sur toile, 57 x 70 cm                                                                         |                | Attribué à Régnier et à son atelier                                     | Milan, Palais de Justice                                                                                   | A.158                                    |
|       | La Visitation Huile sur toile, 367 x 182 cm                                                                          |                |                                                                         | Cavaso del Tomba, église paroissiale                                                                       | 159                                      |
|       | L'Extase de sainte Thérèse avec le sénateur Giovanni Moro en prière Huile sur toile, 440 x 220 cm                    |                |                                                                         | Venise, San Gregorio                                                                                       | 160                                      |
|       | Notre Dame du Mont-Carmel, saint Siméon Stock et autres saints Huile sur toile, 375 x 175 cm                         |                |                                                                         | Venise, Museo Diocesano                                                                                    | 161                                      |
|       | Vierge à l'Enfant avec les Avogadori Francesco Molin, Teodoro Baldi, et Luigi Gritti Huile sur toile, 163 x 160 cm   |                |                                                                         | Venise, Palazzo Ducale                                                                                     | 162                                      |
|       | Portrait de trois Avogadori Huile sur toile, 163 x 160 cm                                                            |                |                                                                         | Venise, Palazzo Corner                                                                                     | 163                                      |
|       | Portrait de trois Provveditori sopra Banchi Huile sur toile, 162 x 160 cm                                            |                | Attribué à Régnier et à son atelier                                     | Venise, Palais Corner                                                                                      | A.164                                    |
|       | Portrait d'un sénateur vénitien Huile sur toile, 109 x 148 cm                                                        |                | Attribué à Régnier et à son atelier                                     | Venise, Fondazione Querini Stampalia                                                                       | A.165                                    |
|       | Portrait d'un sénateur vénitien Huile sur toile, 145 x 103 cm                                                        |                | Attribué à Régnier et à son atelier                                     | Padoue, Padoue, Museo Civico                                                                               | A.166                                    |
|       | Portrait de trois Avogadori Huile sur toile, 160 x 116 cm                                                            |                |                                                                         | Venise, Palazzo Ducale                                                                                     | 167                                      |
|       | L'Annonciation Huiles sur toile, 294 x 142 cm                                                                        |                |                                                                         | Venise, Scuola grande di San Marco                                                                         | 168                                      |
|       | Portrait des Avogadori Marino Barbaro, Giovanni Garroni et Bernardino Michiel Huile sur toile, 160 x 322 cm          |                |                                                                         | Venise, Palazzo Corner                                                                                     | 169                                      |
|       | Saint Jean Baptiste Huile sur toile, 132,5 x 100 cm                                                                  | vers 1622-1624 |                                                                         | Collection particulière                                                                                    | Non catalogué                            |
|       | Femme versant une coupe de vin Huile sur toile, 134 x 94,3 cm                                                        |                |                                                                         | Collection particulière                                                                                    | Non catalogué                            |